# Kobylisy (stacja metra)
Kobylisy – stacja linii C metra praskiego (odcinek IV.C1), położona w północnej dzielnicy Pragi o tej samej nazwie.